# Lao Lishi
Lao Lishi est une plongeuse chinoise née le 12 décembre 1987 à Zhanjiang.
Elle est devenue championne Olympique de plongeon synchronisé à 10m aux Jeux olympiques d'Athènes en 2004 et championne du monde de cette même discipline en 2003 à Barcelone.

## Palmarès

### Jeux olympiques
- Jeux olympiques de 2004 à Athènes  Grèce :
  -  Médaille d'or au plongeon synchronisé à 10 m (avec Li Ting).
  -  Médaille d'argent au plongeon à 10m.

### Championnats du monde
- Championnats du monde de 2003 à Barcelone  Espagne :
  -  Médaille d'or au plongeon synchronisé à 10 m (avec Li Ting).
  -  Médaille d'argent au plongeon à 10 m.

### Jeux asiatiques
- Jeux asiatiques de 2002 à Busan  Corée du Sud :
  -  Médaille d'or au plongeon à 10m